# Presa de Arcediano

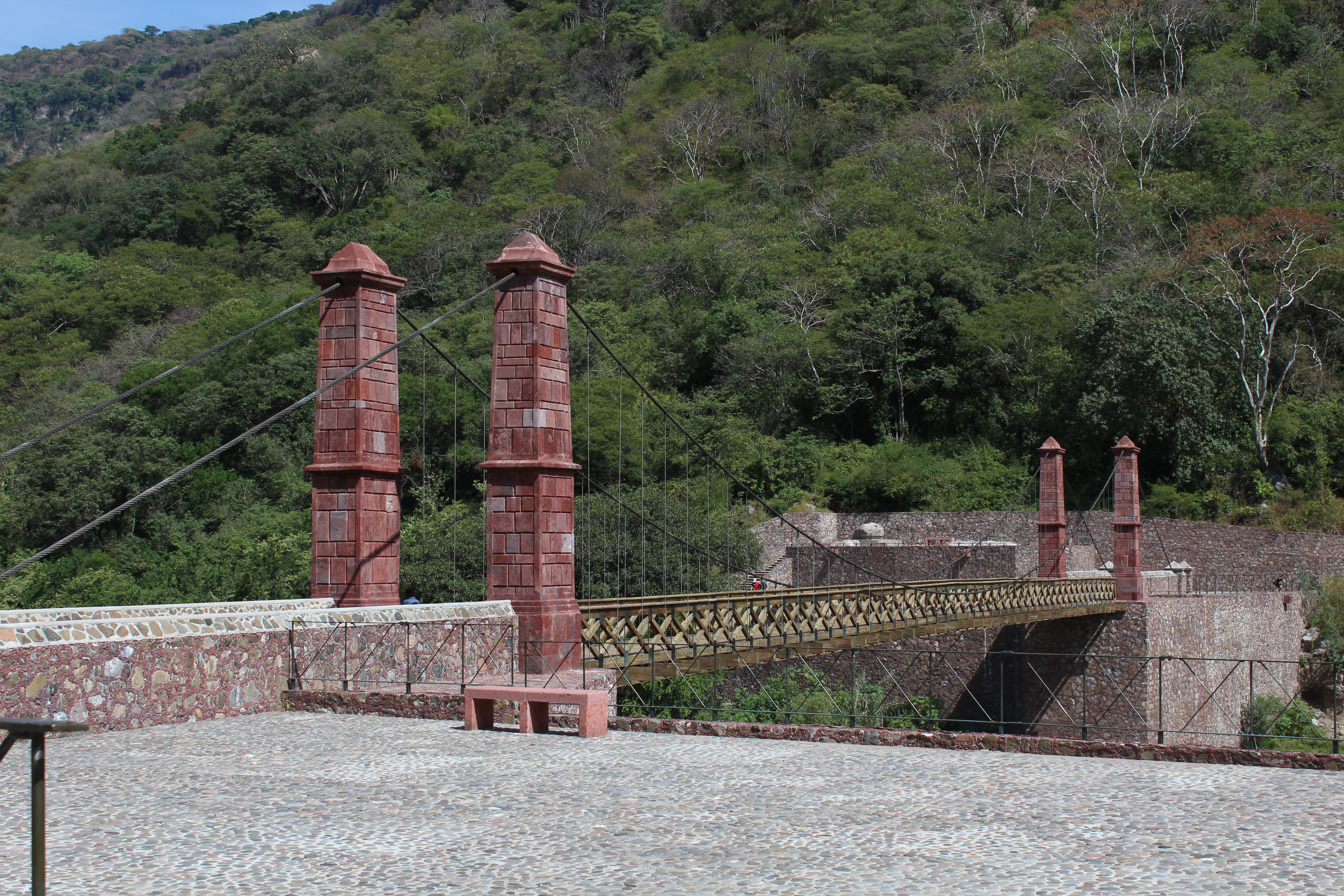
Nuevo Puente de Arcediano

El proyecto de la presa de Arcediano fue un proyecto fallido para construir una presa en el curso del río Grande de Santiago, en la confluencia con el río Verde, con el objetivo de abastecer de agua potable a Guadalajara, capital del estado de Jalisco (México). Las obras se iniciaron en 2003 y el proyecto se canceló en 2009.
El proyecto, cuya idea original se remontaba a mediados de los años 90, contó desde sus orígenes con la opinión en contra de los expertos en medioambiente y con un fuerte rechazo de la opinión pública. Esta oposición se fundamentaba principalmente en dos aspectos: la alta contaminación del Río Santiago, con un alto contenido de metales pesados que hacía inviable su uso como fuente de agua potable, y la existencia ampliamente conocida de una falla geológica que incrementaría sustancialmente los costes de cimentación de la presa.
A pesar de estas circunstancias, la Secretaría de Medio Ambiente y Recursos Naturales (Semarnat) aprobó la construcción de la presa en 2003. Ese mismo año se inició el desalojo de la población para dar comienzo a las obras y en 2006 se desmontó y se trasladó 600 metros río abajo el puente de Arcediano, con el objeto de preservarlo debido a su valor histórico.
Finalmente, el proyecto fue cancelado en 2009 tras un gasto de más de 700 millones de pesos. Además del coste económico, la principal consecuencia del proyecto fue la destrucción de la comunidad de Arcediano, cuya población fue desplazada tras la demolición de la localidad.
En 2015 se publicó el libro «Yo vi a mi pueblo llorar. Historias de la lucha contra la presa de Arcediano.» en el que María Guadalupe Lara Lara, una de las habitantes de Arcediano, narra sus vivencias al oponerse a la construcción de la presa.